# فلز وضيع

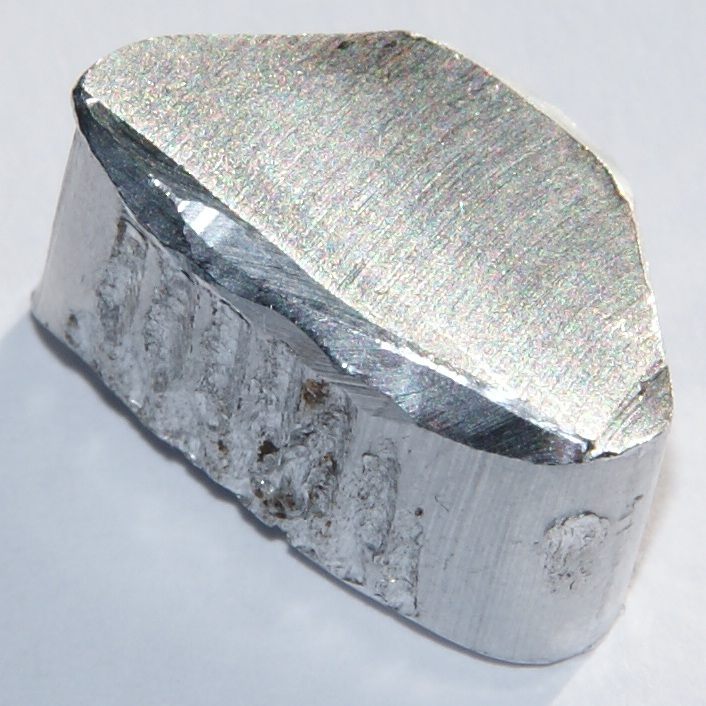

فلز الوضيع (ملاحظة 1) هي تسمية غير رسمية للفلزات التي تتأكسد أو تتآكل بشكل أسهل نسبياً وتتفاعل بنسب مختلفة مع حمض الهيدروكلوريك المخفف وتشكل الهيدروجين. ومن الأمثلة على ذلك الحديد والنيكل والرصاص والزنك. ويعتبر النحاس من الفلزات الوضيعة فهو يتأكسد بسهولة نسبية على الرغم من أنه لا يتفاعل مع حمض الهيدروكلوريك.
الاسم الإنكليزي يأتي من المقارنة مع المعادن النبيلة أو النفيسة وهنا كلمة (بالإنجليزية: base)‏ لا تعني القاعدة أو الأساس بل low-born أي غير كريم المحتد أو «وضيع» الأصل.  في الخيمياء، كان الفلزات الشائعة وغير المكلفة تعتبر فلزات وضيعة بالمقارنة مع الفلزات الثمينة، أساساً الذهب وفضة. وكان هدف الخيميائيين خلال فترة طويلة هو تحويل الفلزات الوضيعة إلى فلزات ثمينة.
في علم المسكوكات، كانت النقود المعدنية المستخدمة تأخذ قيمتها في المقام الأول من قيمة محتواها من المعادن الثمينة، ولكن الآن معظم العملات الحديثة هي عملات إلزامية مما يسمح للعملات بأن تكون مصنوعة من فلزات وضيعة.
في التعدين والاقتصاد، الفلزات الوضيعة تشير إلى المعادن غير الحديدية الصناعية بإستثناء المعادن الثمينة. وتشمل هذه النحاس، الرصاص، نيكل والزنك.  ودائرة الجمارك وحماية الحدود الأميركية هي أكثر شمولاً في تعريفها. وهي تشمل:
الحديد والصلب، الألومنيوم، القصدير، التنغستن، الموليبدينوم، التنتالوم، الكوبالت، البزموت، الكادميوم، التيتانيوم، الزركونيوم، الأنتيمون، المنغنيز، البريليوم، الكروم، الجرمانيوم، الفاناديوم، الغاليوم، الهافنيوم، الإنديوم، النيوبيوم، رينيوم والثاليوم.